# Coptopsylla afghana
Coptopsylla afghana är en loppart som beskrevs av Lewis 1973. Coptopsylla afghana ingår i släktet Coptopsylla och familjen Coptopsyllidae. Inga underarter finns listade i Catalogue of Life.